# 김정숙 (1930년)
김정숙(金貞淑, 1930년 - )은 김일성의 사촌누이이며, 조선민주주의인민공화국의 정치인이다. 조선대외문화연락위원회 위원장 겸 당 중앙위 위원이다. 최고인민회의 제12기 대의원이다.

## 경력
1930년 일제강점기에 평안남도 대동군에서 태어났다. 1954년 5월 북조선민주청년동맹(민청) 중앙위원회 부장을 거쳐 1959년 10월 '민청' 중앙위 부위원장을 역임했다. 1964년 5월 사회주의로동청년동맹(사로청) 중앙위 부위원장, 1965년 2월 조선학생위원회 부위원장, 1965년 12월 조선-라틴아메리카 친선협회 부위원장 등을 지냈다. 또한 1969년 2월 조선-꾸바 련대성위원회 부위원장(조선-쿠바 연대성위원회 부위원장), 1971년 12월 조선직업총동맹 중앙위 부위원장도 역임했다.
이후 1986년 3월 '민주조선' 책임주필을 맡았으며, 1988년 3월 보궐선거를 통해 당 중앙위 후보위원에 선출되었다. 1988년 12월 북-핀란드 친선협회 위원장을 지냈으며, 1993년 12월 최고인민회의 외교위원회 위원을 역임했다. 2009년 12월부터 조선대외문화연락위원회 위원장을 맡고 있다. 2010년 9월, 조선로동당 중앙위원회 위원에 선임되었다.

## 최고인민회의 대의원
1982년부터 2003년까지 최고인민회의 대의원(제7~11기)을 역임했으며, 2009년 4월이후 제12기 대의원이다.

## 수훈
1992년 4월 김일성훈장, 2012년 2월 김정일훈장을 받았다.

## 기타
2010년 조명록, 2011년 김정일 사망 당시에 국가장의위원회 위원을 맡았다.